# Kászim herceg
Kászim herceg (Isztambul, 1614 – Isztambul, 1638. február 17.) I. Ahmed oszmán szultán és Köszem szultána fia, IV. Murád oszmán szultán, Ibrahim oszmán szultán és II. Oszmán oszmán szultán testvére volt.

## Élete
Kászim herceg 1614-ben született Isztambulban a Topkapı palotában I. Ahmed oszmán szultán és Köszem szultána fiaként. Apja viszonylag korán (1617-ben) elhunyt. Gyermekkora nagy részét anyjától távol, bezárva töltötte nagybátyja, I. Musztafa oszmán szultán, majd bátyja II. Oszmán oszmán szultán, illetve - II. Oszmán trónfosztását és meggyilkolását követően - I. Musztafa második uralkodása során is. I. Musztafa oszmán szultánt végül gyenge elméje miatt 1623-ban trónfosztották. A trónt Köszem szultána fia (Kászim herceg testvére) IV. Murád oszmán szultán foglalta el. Murád fiatal kora miatt 1623-tól 1632-ig Köszem szultána volt a kormányzó. Nem tudni, hogy Kászim gyermekkorát hogyan töltötte. Kászim herceg a palota Kafes nevű részén élt elzárva. A Kafes a palota azon része volt, ahol a hercegek elzárva éltek a palota eunuchjai állandó felügyelete mellett. Mivel Köszem fia volt és IV. Murád édestestvére, ezért Murád uralkodásának kezdetén talán valamivel nagyobb szabadságot élvezhetett a palotában, mint a féltestvérei. Legalábbis ezt feltételezhetjük amíg tartott Köszem szultána uralma (1632-ig). 1632-ben élete gyökeresen megváltozott, ugyanis Köszem szultána elveszítette régensi pozícióját és IV. Murád kezdett vasszigorral uralkodni. Ebben az évben zajlott egy janicsárfelkelés, amelynek során a janicsárok - félve attól, hogy Murád szultán titokban kivégeztette öccseit - követelték, hogy a szultán mutassa meg a hercegeket. Murád eleget tett a janicsárok követeléseinek, akik éltetni kezdték a hercegeket. Murád  sosem bocsátotta meg a megaláztatást, ekkor értette meg először, hogy a testvérei mekkora veszélyt jelentenek rá. Kászim herceg életéről IV. Murád oszmán szultán uralkodása alatt keveset tudunk. Több legenda is létezik korabeli és valamivel későbbi beszámolókra alapozva, azonban ezek megbízhatósága meglehetősen kétséges. Ezek a legendák azt sugallják, hogy Kászim igen közel állt Murádhoz. Ismerve édesanyjukat logikusnak tűnik, hogy igyekezett mindent megtenni annak érdekében, hogy a fiai szeressék egymást, hiszen csak így előzhette meg azt, hogy a gyermekei egymás ellen forduljanak. Úgy tartják, hogy IV. Murád oszmán szultán és Kászim herceg sok időt töltöttek együtt, amit Giovanni Cappello követi beszámolója is alátámaszt 1634-ből. Szerinte Murád rendszeresen vitte magával Kászimot, nagyon kedvesen bánt vele és még azt is megengedte öccsének, hogy szakállt viselhessen, ami nem volt szokás a palotában élő hercegek között.
Az állítólagos jó kapcsolat ellenére Murád végül Kászim herceg ellen fordult. IV. Murád oszmán szultán példaképének I. Szelim oszmán szultánt (I. Szulejmán apját) tartotta, őt próbálta követni mindenben, így a régi öröklési rendet is vissza akarta hozni, hogy utána fia kövesse a trónon, ne pedig valamelyik öccse. A testvérgyilkosság törvénye egészen a Konstantinápolyt elfoglaló II. Mehmed szultánig nyúlik vissza, aki okult a nagyapja, I. Mehmed esetéből,  aki kénytelen volt a testvéreivel harcolni. Ezért II. Mehmed - az apja halála után - a trónralépésekor, amíg a háremben a részvétnyilvánításokat fogadta, az embereivel megfojtatta a testvérét. II.Mehmed meghagyta az utódainak is, hogy a trónralépésükkor végeztessék ki a fiútestvéreiket, hogy az állam mindenkori rendje biztosítva legyen. Ennek eredményeként III. Murád 5, III. Mehmed 19 fivérét végeztette ki. I.Ahmed a trónralépésekor nem végeztette ki a testvérét, Musztafát. Ahmed így szakított ezzel a hagyománnyal. Később a szultánok egy kellemetlen, de humánusabb megoldást választottak. Amikor egy szultán trónra lépett, akkor a fiútestvéreit nem végeztette ki, hanem bezáratta. A hercegek innentől kezdve bezárva éltek, amíg a trónra nem léptek vagy meg nem haltak. A palota azon része, ahol a hercegek elzárva éltek a Kafes nevű rész volt, ez magyarul ketrecet jelent. A hercegek itt éltek elzárva a palota eunuchjai állandó felügyelete mellett életük végéig vagy az uralkodásuk kezdetéig. IV.Murád szultán mentális és fizikai egészsége is igencsak leromlott, valamint rendkívül paranoiássá vált, és mindenben összeesküvést látott a személye ellen.

## Halála
Ennek hozadékaként IV. Murád először 1635-ben egy végzetes döntést hozott meg és kivégeztette féltestvéreit, Bayezid és Szulejmán hercegeket. Ekkor Kászimot és másik öccsét, Ibrahimot megkímélte, így Kászim herceg lett a trónörökös. Necdet Sakaoğlu török történész szerint IV. Murád kaotikus uralkodása alatt Kászim az öccsét, Ibrahimot bújtatta és védte a palota titkos részein. Idővel azonban Murád paranoiája tovább nőtt és 1638-ban a kivégeztette Kászim herceget .
1638. február 17-én Kászim rettegett attól, hogy Murád már nem bízik benne. Így teljesen alázatosnak akart tűnni , amikor Murád elé lépett, hogy tiszteletét fejezze ki és sok sikert kívánjon neki Bagdad visszahódítására indított hadjáratához. IV. Murád elfogadta Kászim jókívánságát, majd ugyanazon a napon Murád elrendelte a kivégzését.
Kászim herceget dédapja III. Murád oszmán szultán türbéjében temették el, amely a Hagia Szophia udvarán található.

## Helye a populáris kultúrában
A szultána sorozatban Kászim herceget gyermekként Eymen Kaam és Rüzgar Deniz Bayram, míg felnőttként Dogac Yildiz alakítja.

## Fordítás
Ez a szócikk részben vagy egészben  a(z)   Şehzade Kasım című angol Wikipédia-szócikk fordításán alapul.  Az eredeti cikk szerkesztőit annak laptörténete sorolja fel. Ez a jelzés csupán a megfogalmazás eredetét és a szerzői jogokat jelzi, nem szolgál a cikkben szereplő információk forrásmegjelöléseként.